# Ulithi
Ulithi je atol v Karolinskem otočju, nahaja se 191 km vzhodno od otoka Yap. Atol je sestavljen iz 40 otokov s skupno površino 4.5 km2, ki obkrožajo laguno dolžine 36 km in širine 24 km. Otočje spada pod Federativne države Mikronezije. Po statističnih podatkih iz leta 2000 je na štirih glavnih otokih živelo 773 prebivalcev. Glavni sedež atola se nahaja na otoku Mogmog.
Atol je leta 1526 odkril portugalski navigator Diego da Rocha. Nato so ostali dolgo časa pozabljeni. Med drugo svetovno vojno so atol zasedli Japonci in na njem postavili opazovalno postajo. Ker je imel atol zelo pomembno strateško lego, iz njega se je dalo napasti Filipine, Tajvan in Okinavo, so se Američani odločili da ga zavzamejo in na njem postavijo letalsko in pomorsko oporišče. Triindvajsetega septembra 1944 se na atolu izkrca ameriška izvidnica in atol zavzame brez boja (Japonci so atol zapustili že nekaj mesecev prej). Čez nekaj dni so na atol prišle prve inženirske skupine in zgradile letalsko in pomorsko bazo. Nekaj mesecev kasneje se je okoli atola zasidralo invazijsko ladjevje na svoji poti do Okinave. Čeprav se je atol nahajal v zaledju bojišča je bil dostikrat tarča japonskih bombardiran z otoka Yap, ki je bil takrat še v japonskih rokah. Enajstega marca 1945 je kamikaza zadela letalonosilko USS Randolph in jo hudo poškodovala.
Zaradi velikega števila potopljenih ladij, ki v morje spuščajo olje se je ameriška mornarica leta 2003 odločila da iz ladij izčrpa olje in tako reši atol pred onesnaženjem.